# Pericallia clavatus
Pericallia clavatus är en fjärilsart som beskrevs av Swinhoe 1885. Pericallia clavatus ingår i släktet Pericallia och familjen björnspinnare. Inga underarter finns listade i Catalogue of Life.